# Hatfield Broad Oak
Hatfield Broad Oak est un village et une paroisse civile de l'Essex, en Angleterre.